# Mesa de Palmira
Mesa de Palmira är en ort i Mexiko.   Den ligger i kommunen Tlaltenango de Sánchez Román och delstaten Zacatecas, i den centrala delen av landet, 500 km nordväst om huvudstaden Mexico City. Mesa de Palmira ligger 2 526 meter över havet och antalet invånare är 230.
Terrängen runt Mesa de Palmira är kuperad. Runt Mesa de Palmira är det glesbefolkat, med 12 invånare per kvadratkilometer. Närmaste större samhälle är Tlaltenango de Sánchez Román, 18,0 km väster om Mesa de Palmira. I omgivningarna runt Mesa de Palmira växer huvudsakligen savannskog.